# Laga skifte
Laga skifte i Sverige var en jordreformsförordning som beslutades år 1827 och principerna i denna skiftesstadga gällde till 1928. I vissa delar reviderades stadgan 1866, men ersattes av 1926 års lag om delning av jord som trädde i kraft den 1 januari 1928.
Syftet var att slutföra de jordreformer som påbörjats med storskiftet och enskiftet. Det räckte att en bonde, eller snarare besutten delägare i byn begärde laga skifte för att ansökan om skifte skulle vara giltig, ett så kallat absolut skiftesvitsord. Laga skifte var inte lika genomgripande som enskifte, men betydligt mer långtgående än storskiftet. Till skillnad från storskiftet omfattade det även utägomark, och där gårdslägena blivit kvar orubbade, flyttade man ut gårdstomter till nya tomtlägen, om så behövdes.
I mindre produktiva områden fick ofta gårdarna ett stycke åkerjord och ett stycke skog.
Enligt solskiftet som gällde i stora delar av Sverige hade varje bonde i byn en del, teg, i varje åkerstycke. På så sätt hade var och en del i den bättre jorden såväl som i den sämre. Bredden på tegen motsvarade bondens andel i byn, som i sin tur också manifesterades i tomtens bredd längs bygatan. Bytomtens läge markerade också medsols vilken lott gården hade rätt till. Därav uttrycket "tomt är tegs moder". Tegarna var normalt smala och kunde inte brukas var för sig. Allt brukande måste därför ske gemensamt och man måste i huvudsak enas om vad man skulle odla.
Laga skifte innebar att varje bondes andel samlades och lades ut på, i idealfallet, en plats. Den som fick sin andel i den sämre jorden fick då i motsvarande grad mer mark och vice versa. Det samlade värdet av hemmanet före och efter skiftet skulle vara lika. Man flyttade också ut tomten och byggnaderna till den egna marken, vilket innebar att byn mer eller mindre splittrades. Odlingsarbetet blev effektivare och varje gård producerade mer. Att gårdarna började producera mer berodde också på att det blev allt vanligare med bättre redskap av järn.
Skiftet gjorde att bönderna inte längre var beroende av varandra på samma sätt som de varit tidigare i byarna. Man behövde inte heller längre gå över någon annans åker för att komma till sin egen och många vågade nu testa nya grödor. Många av bönderna blev tvungna eller valde att flytta från byn eller fick ta tjänst som dräng eller piga åt någon bättre bemedlad bonde.
Delar av Sverige skiftades aldrig, särskilt i Dalarna.